# Ondangwa
Ondangwa este un oraș din regiunea Oshana, Namibia, aflat la 80 de km de granița cu Angola.